# Kunice (Polonia)
Kunice è un comune rurale polacco del distretto di Legnica, nel voivodato della Bassa Slesia.
Ricopre una superficie di 92,79 km² e nel 2004 contava 4 974 abitanti.